# سليم النقاش
سَلِيم بن خليل النَّقَّاش (ت. 1301 هـ / 1884 م) هو أديب لبناني.
ولد ببيروت وانتقل إلى الإسكندرية سنة 1876 م. أصدر مع صديقه أديب إسحاق جريدة «مصر» عام 1877 م، ثم جريدة «التجارة» عام 1878 م، فجريدة «المحروسة» عام 1880 م. توفي بالإسكندرية.
له كتاب باسم «مصر للمصريين أو حوادث الفتنة العرابية» في تسعة أجزاء.

## المصدر
1. ↑  الزركلي، خير الدين (1980). "سَلِيم النَّقَّاش". موسوعة الأعلام. موسوعة شبكة المعرفة الريفية. مؤرشف من الأصل في 29 مارس 2020. اطلع عليه بتاريخ 21 تشرين الأول 2013. {{استشهاد ويب}}: تحقق من التاريخ في: |تاريخ الوصول= (مساعدة)صيانة الاستشهاد: BOT: original URL status unknown (link)
2. ↑  البعلبكي، منير (1992). معجم أعلام المورد (ط. الأولى). بيروت: دار العلم للملايين. ص. 456-457.
3. ↑  كامل سلمان الجبوري (2003). معجم الأدباء من العصر الجاهلي حتى سنة 2002م. بيروت: دار الكتب العلمية. ج. 3. ص. 69. ISBN:978-2-7451-3694-7. LCCN:2003489875. OCLC:54614801. OL:21012293M. QID:Q111309344.